# Jiří Plachý (politik)
Jiří Plachý (9. dubna 1933 Starý Rožmitál – 7. října 2020 Rožmitál pod Třemšínem) byl starosta obce Starý Rožmitál a předseda městského národního výboru v Rožmitále pod Třemšínem v letech 1971–1980.

## Životopis
Jiří Plachý se narodil v roce 1933 ve Starém Rožmitále v domě č. p. 79 jako jediný syn manželů Plachých. Po ukončení základní školní docházky v Rožmitále pod Třemšínem se vyučil krejčím. Poté pracoval v několika různých zaměstnáních většinou jako opravář a řidič u strojní traktorové stanice v Podzámeckém dvoru v Rožmitále. Základní vojenskou službu vykonával u VÚ v Zákupech. Po návratu do civilního života nastoupil do podniku Kovostar ve Starém Rožmitále. Poté pracoval jako řidič nákladních vozidel u uranových dolů v Příbrami. Kolem roku 1970 začal mít zdravotní problémy s páteří a proto musel ze zaměstnání odejít.

### Politika
V roce 1961 byl zvolen předsedou místního národního výboru ve Starém Rožmitále a tuto funkci vykonával, dokud nebyla obec o rok později sloučena s Rožmitálem pod Třemšínem. V roce 1971 se stal předsedou městského národního výboru v Rožmitále, kde působil až do roku 1980. Byl také spolupracovníkem StB pod krycím jménem „Jiří”.
Období jeho působení ve funkci předsedy bylo jednou z nejvýraznějších etap rozvoje města v jeho dosavadní historii, kdy byla vybudována rozsáhlá obytná výstavba a občanská vybavenost. Zasadil se o sanaci rybníka Jez, výstavbu kulturního domu ve Starém Rožmitále, dokončení domova důchodců, výstavbu zdravotního střediska, výstavbu obchodního domu Třemšín a panelového sídliště. Inicioval také rekonstrukci zanedbané budovy radnice, kde byla nově vybavena obřadní síň a z bývalého žaláře ve sklepení vznikla sauna. V roce 1974 se Jiří Plachý stal ústřední osobou snímku Být užitečný lidem Krátkého filmu Praha pod režijním a scenáristickým vedením Karla Jelínka, který sledoval jeden den předsedy národního výboru v Rožmitále pod Třemšínem. Jiří Plachý byl také jednou z inspirací pro televizní seriál Muž na radnici od Jaroslava Dietla. Jedním z nejvýraznějších počinů Jiřího Plachého bylo zahájení rekonstrukce rožmitálského zámku, který byl v havarijním stavu. V roce 1974 se mu podařilo přesvědčit radu národního výboru, aby byl zámek převeden do majetku města. Do té doby byl v majetku československých státních lesů, kteří na zámku zřídily byty pro své zaměstnance. Po navázání kontaktu se SÚRPMO Praha se Plachému podařilo pro projekt získat Ing. Dobroslava Líbala, předsedu kategorizační komise památek. Na základě jeho posudku se podařilo získat odborníky i štědré financování.
Jiří Plachý plánoval i další velkorysé projekty jako byly městské lázně nebo ledová plocha. Jejich realizace ovšem nebyla zahájena a stejně tak se mu nepodařilo dokončit rekonstrukci zámku, protože byl v roce 1980 ze své funkce odvolán a přeřazen do Okresního bytového podniku v Příbrami, kde setrval až do odchodu do důchodu. Poměrně dlouho ještě setrval jako předseda osadního výboru ve Starém Rožmitále.
V roce 2011 sepsal své paměti, které vydal Kulturní klub v Rožmitále pod Třemšínem pod stejným názvem jako krátký film, Být užitečný lidem.

### Hasičský sbor
V roce 1953 vstoupil do sboru dobrovolných hasičů ve Starém Rožmitále. V roce 1961 byl zvolen předsedou sboru, který vedl následujících 17 let až do roku 1977. V letech 1978–1980 zastával funkci referenta politickovýchovné práce a v letech 2001–2008 byl členem výboru. V letech 2009–2014 znovu vedl sbor jako starosta. Za svou dlouholetou činnost ve sboru získal mnohá ocenění.

### Rodinný život
V roce 1955 se oženil s Jarmilou Rudovou, se kterou se seznámil během vykonávání vojenské služby v Zákupech. Společně si postavili domek ve Starém Rožmitále a měli spolu tři dcery – Jiřinu a dvojčata Jarmilu a Marii. Ovdověl v roce 1999.
Zemřel 7. října 2020. Byl pochován na hřbitově ve Starém Rožmitále.